# Killinge, Lidingö

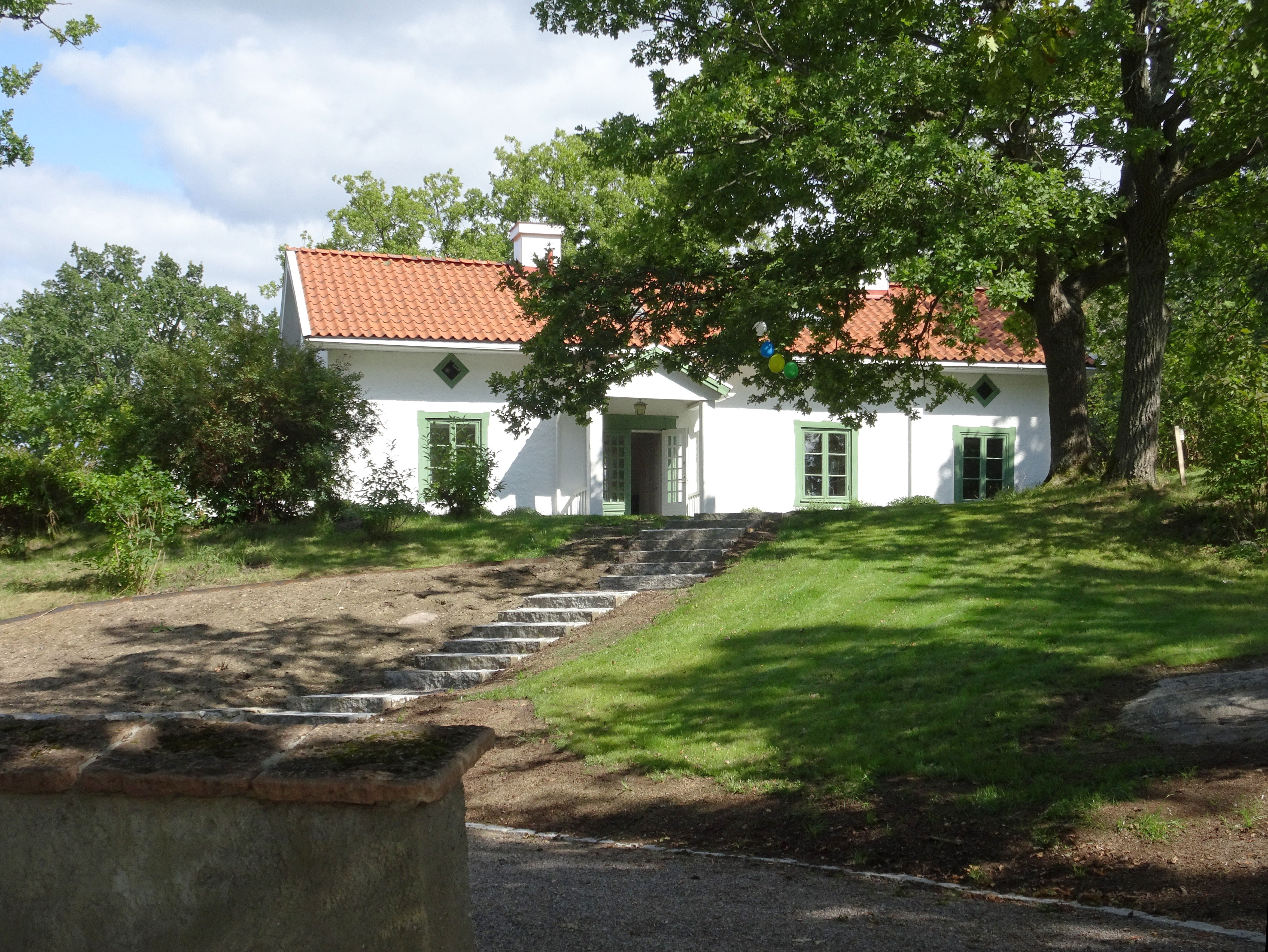
Villa Brotorp Ekholmsnäsvägen 101, Killinge, 2021.

Killinge (äldre namn Cathrinelund och Katrinelund) är en tidigare gård och en kommundel i Lidingö kommun, Stockholms län. Killinge begränsas i öster av kommundelen Gåshaga, i söder av Käppala, i öster av Stockby samt Ekholmsnäs och i norr av Hustegafjärden.

## Historia
Redan 1379 omtalas Killinge i skrift som Kællinge. Killinge gård finns angivet på den äldsta kända kartan över Lidingön upprättad av Peder Mehnlöös 1661 och stavas där Killinge. Killinge låg då liksom samtliga andra Lidingögårdar under fideikommisset Djursholm. På lantmätare Lars Kietzlinghs karta från 1720 är stället redovisat med ett bostadshus omgiven av lite åkermark. Annars dominerades trakten av berg med gran och tall. När fideikommisset Djursholm upplöstes 1774 blev Lidingögårdarna självständiga. De gamla gårdsnamnen kom sedermera ge upphov till många av dagens kommundelsnamn i Lidingö kommun.
Killinge förvärvades 1775 tillsammans med Gåshaga och Ekholmsnäs av notarien i justitiekollegiet Johan Ulrik Norlin (1733–1797), gift med Apollonia Westbeck (1740–1797) och far till lagmannen Johan Gustav Norlin. År 1789 flyttades gårdens huvudbyggnad från sitt ursprungliga läge (lite längre inåt land) till Hustegafjärdens strand och bytte samtidigt namn till Cathrinelund uppkallat efter dottern Catharina Apollonia. I lantmätare Victor Dahlgrens sammanställning och karta från 1847 framgår att det fanns två hästar, två oxar och fjorton kor på gården. Under slutet av 1800-talet ändrades användningen av gården till sommarnöje. 

Historiska kartor
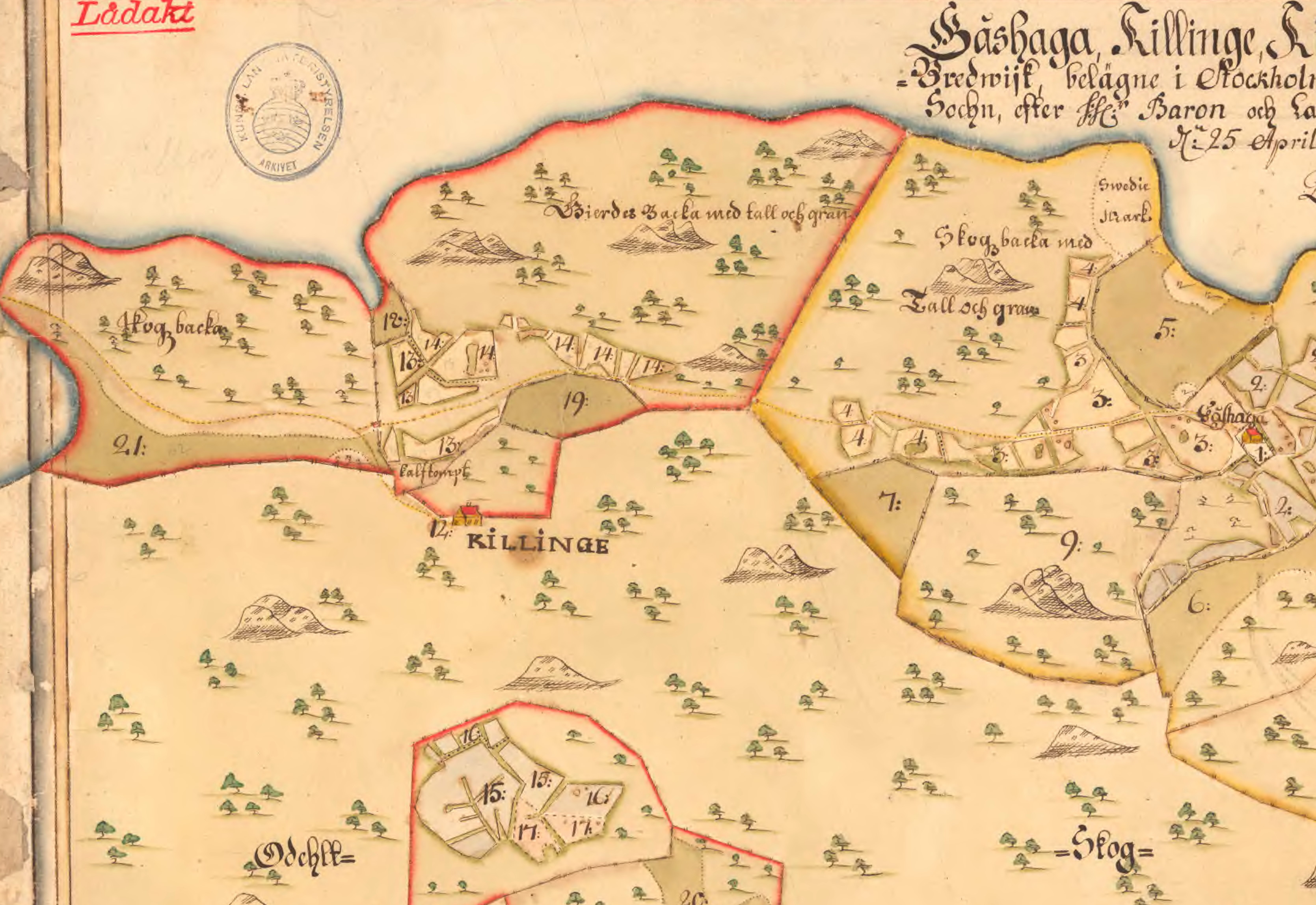
1720.
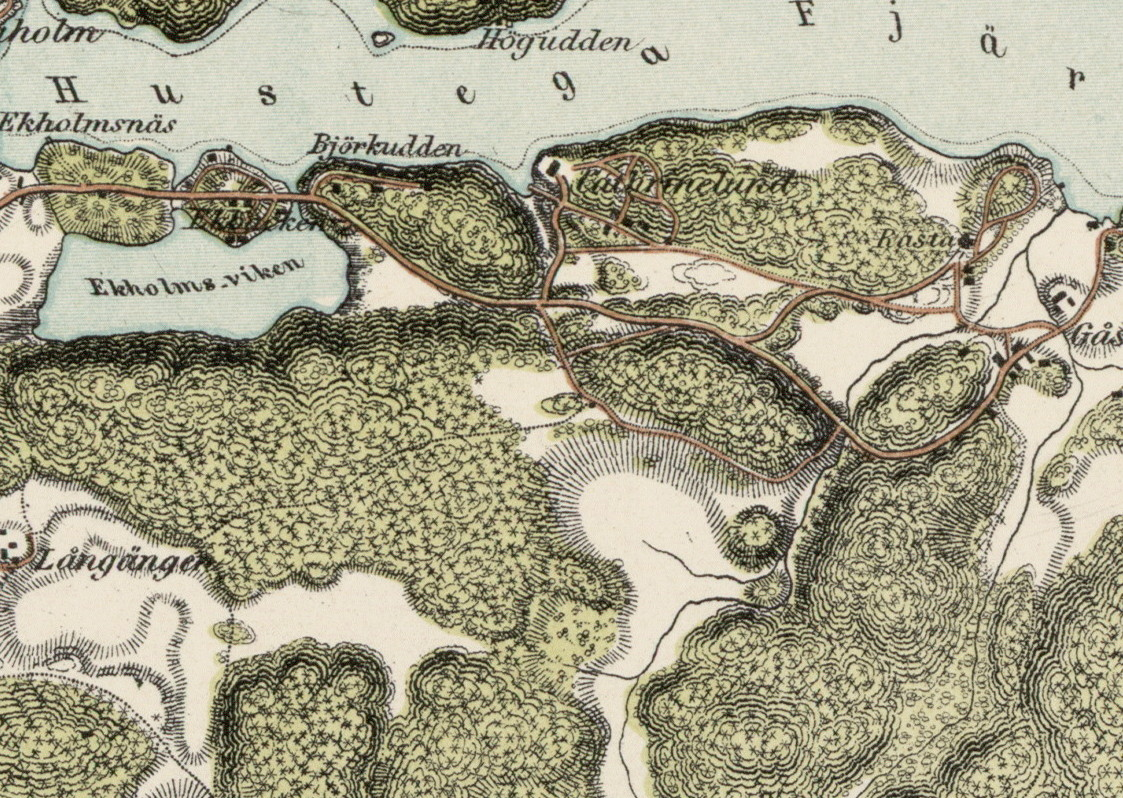
1860.
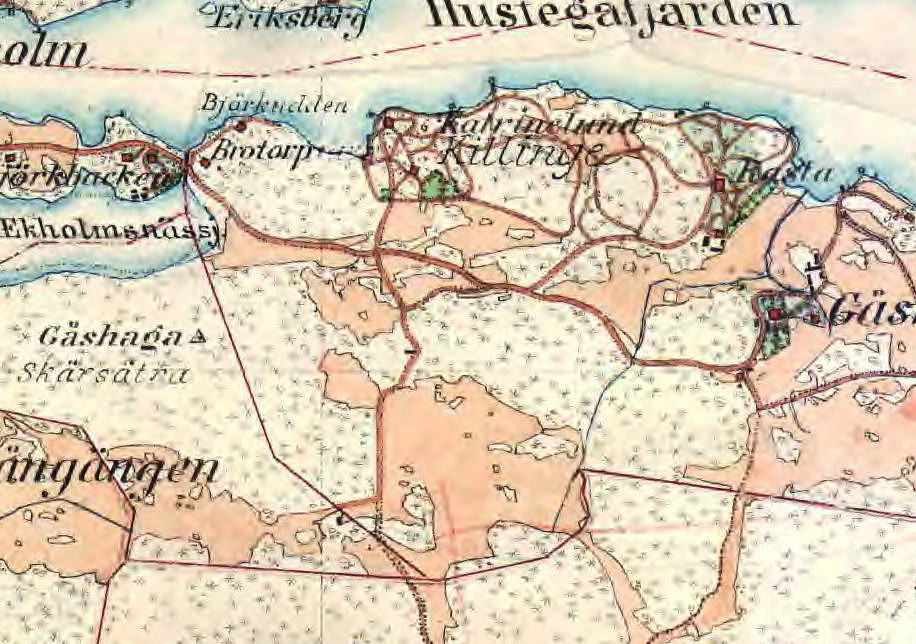
1900.
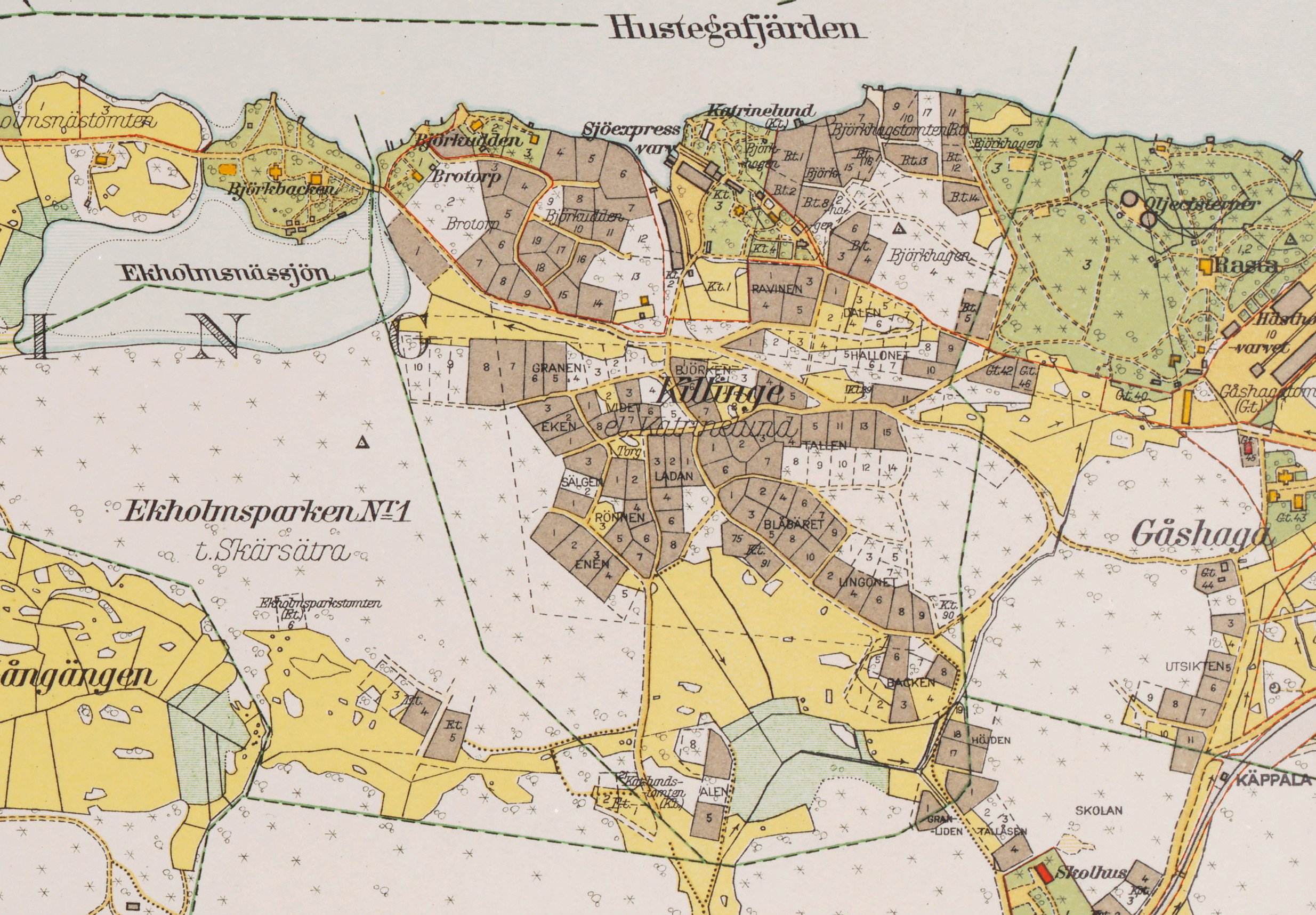
1917.

Ända fram till 1940-talet bedrevs ett mindre jordbruk i området. Då hade gårdsnamnet ändrats tillbaka till Killinge. Gårdens huvudbyggnad kallades även Sjöexpress efter småbåtsvarvet Sjöexpress som hade sin verksamhet mellan 1917 och 1947 i den smala viken. Varvet totalförstördes i en brand 1947 och lades ner året efter. På 1950-talet försvann också gårdsbyggnaden. Idag återstår husgrunder, kajkanter, bryggor, terrasser, ett och annat fruktträd samt rester av de vägar som tidigare gick genom det parkliknande område.
Bland sommargästerna i Killingedelen Björkhagen fanns skådespelaren Thor Modéen med sommarhuset Böljan 2 där han bodde fram till sin död 1950. Byggnaden låg ett kort stycke öster om Katrinelund alldeles vid Hustegafjärden. Där hade han en stenbrygga och en liten privat badstrand. Från sin brygga kunde Modéen lätt ta sig till och från Stockholm. Hans sommarvilla fanns kvar till 1983, då även flera andra äldre villor revs i Björkhagen. Modéens brygga och badstranden finns fortfarande kvar och i terrängen vittnar trappor, husgrunder och stödmurar om den tidigare bebyggelsen.

## Dagens Killinge

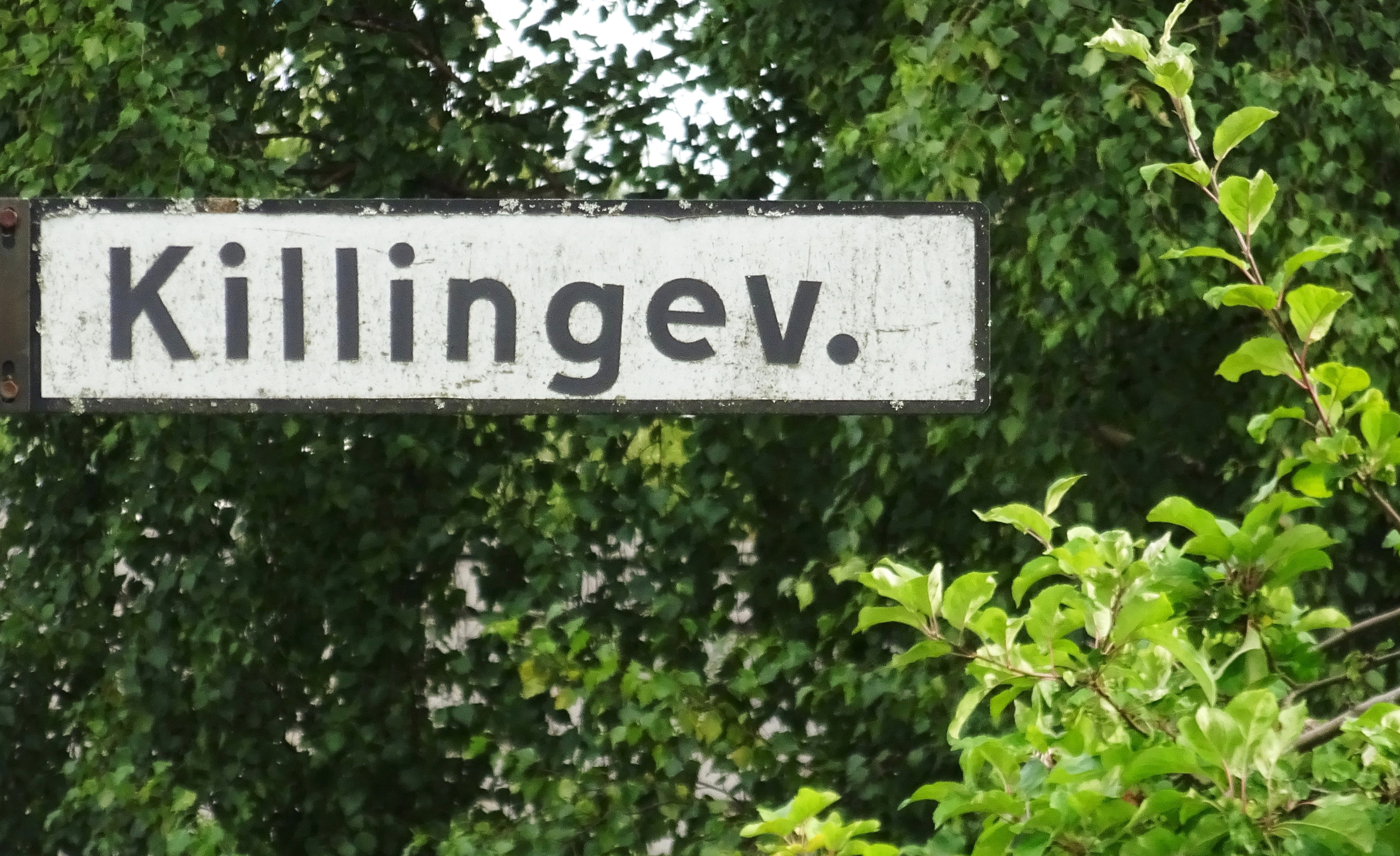
Killingevägen, Killinge 2021.

För Killinge fastställdes en första stadsplan 1947. Den blev tongivande för områdets utformning som främst består av fristående tvåplansvillor. Nya stadsplaner följde på 1970-talet, 1990 och 2003. Björkhagen är inte helt omvandlat till permanentboende utan här finns både sommarhus och åretruntboende. I början av 1980-talet inventerades området av landskapsarkitekten Walter Bauer i syfte att lämna förslag till en röjning och upprustning av naturen. 
Sedan dess har inte hänt särskilt mycket och kommunen återupptar planerna i en aktuell detaljplan från 2003. I den kan man bland annat läsa: "En vandring i området känns som en utflykt till en svunnen tid då Lidingö var sommarviste för invånarna i Stockholm. För att bevara denna upptäckarkänsla bör ett urval av dessa minnesmärken såsom trappor och grundmurar bevaras".
Vid Hustegafjärden i väster märks Björkudden med en blandning av nya och äldre villor och detaljplanerad 1993. Här ligger även en mindre marina och Villa Brotorp som enligt kommunen med sin trädgård och murar ”utgör en speciell värdefull miljö”. Fastigheten har q-märkning i gällande stadsplan. Villan är det numera moderniserade Brotorpet som har sitt namn efter den bro som gick över sundet mellan Ekholmsnässjön och Hustegafjärden. Sundet var och är fortfarande gränsen mellan Killinge och Ekholmsnäs. 
Killingevägen påminner idag om den historiska gården. Huvudvägförbindelsen genom Killinge utgörs av Ekholmsnäsvägen som är den gamla landsvägen mellan Ekholmsnäs och Gåshaga och syns på Kietzlinghs karta från 1720.

### Nutida bilder

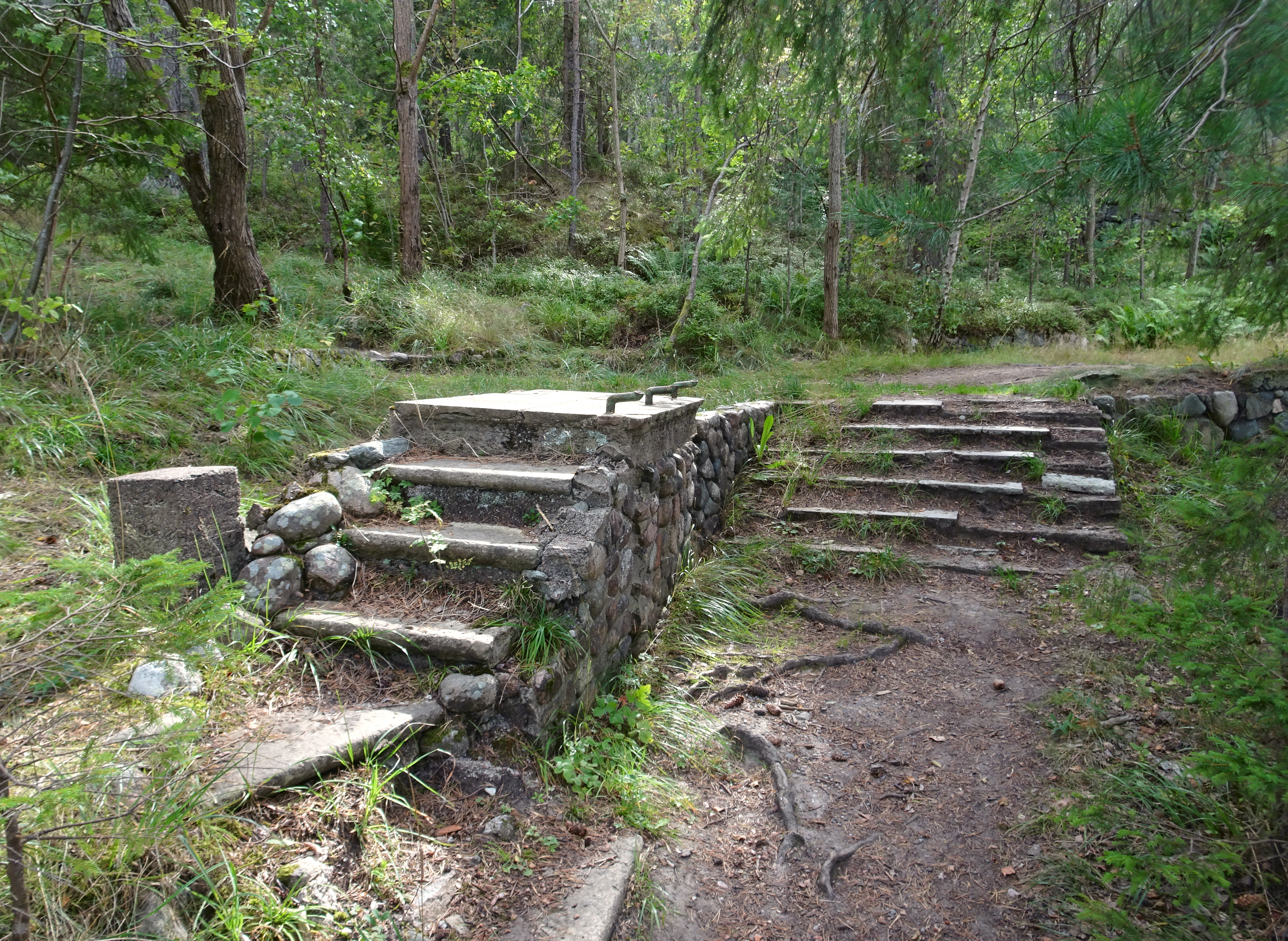
Trappor efter sommarhusbebyggelse.
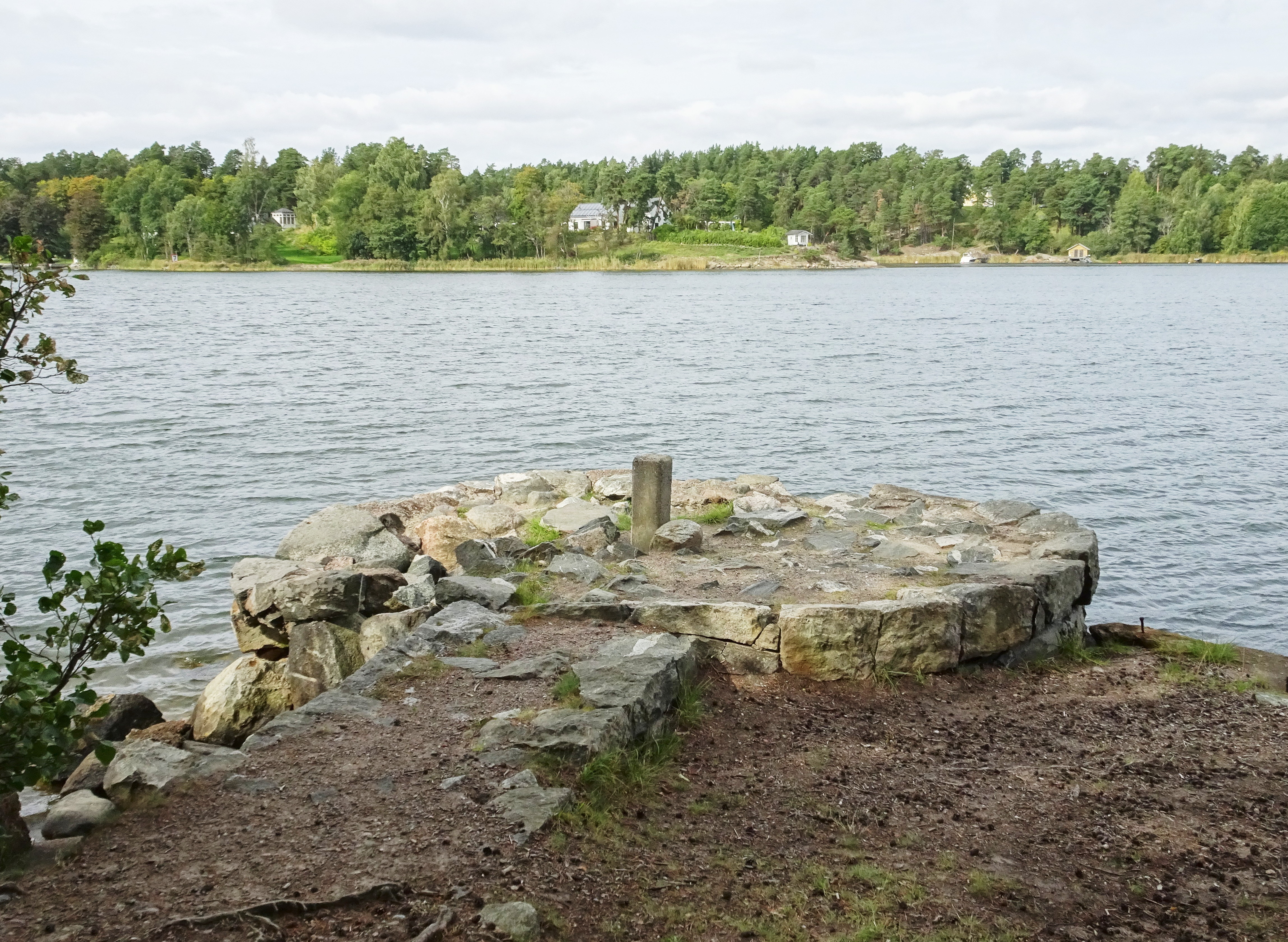
Thor Modéens brygga och badstrand.
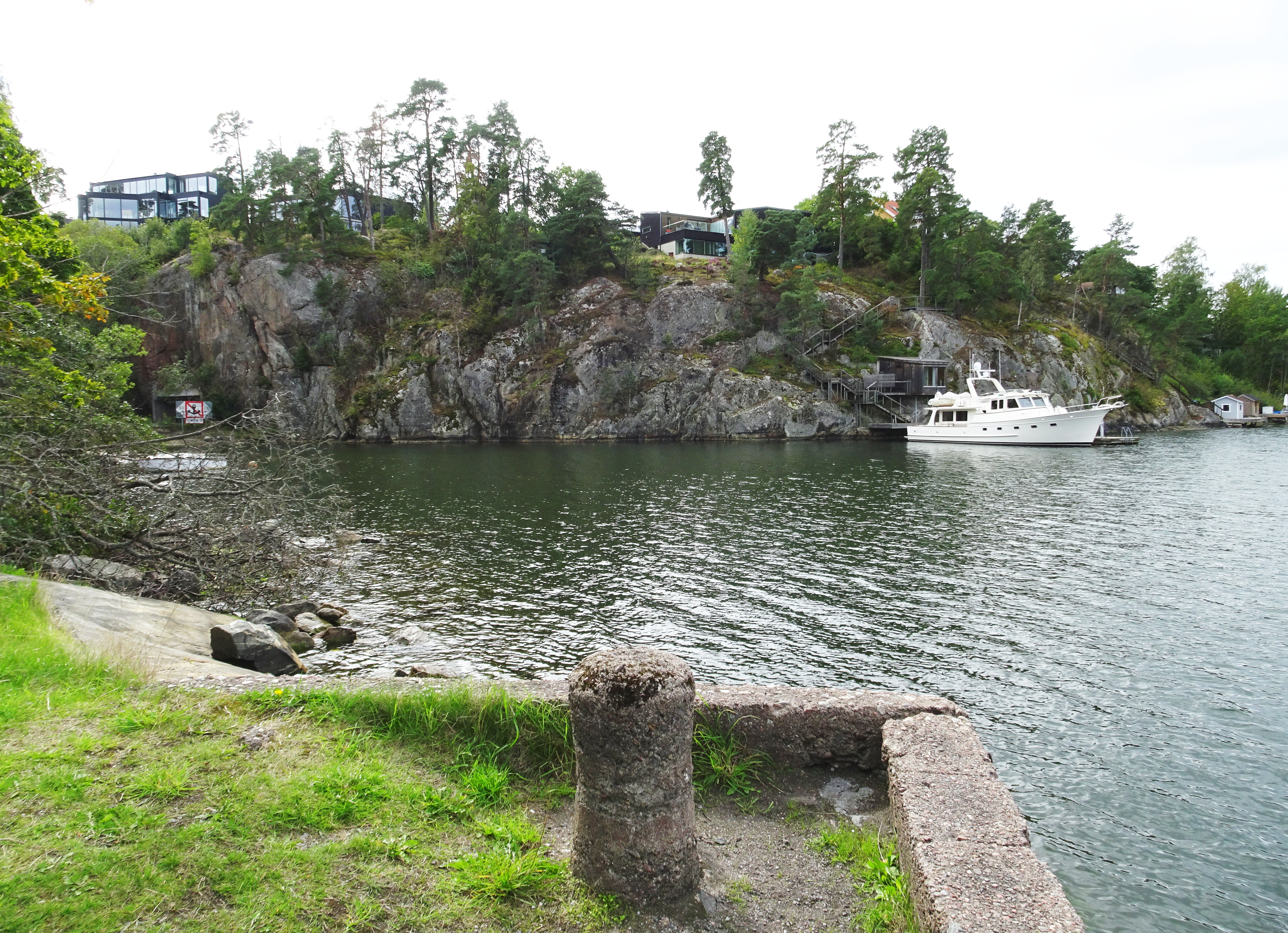
Kaj efter Sjöexpress varv.
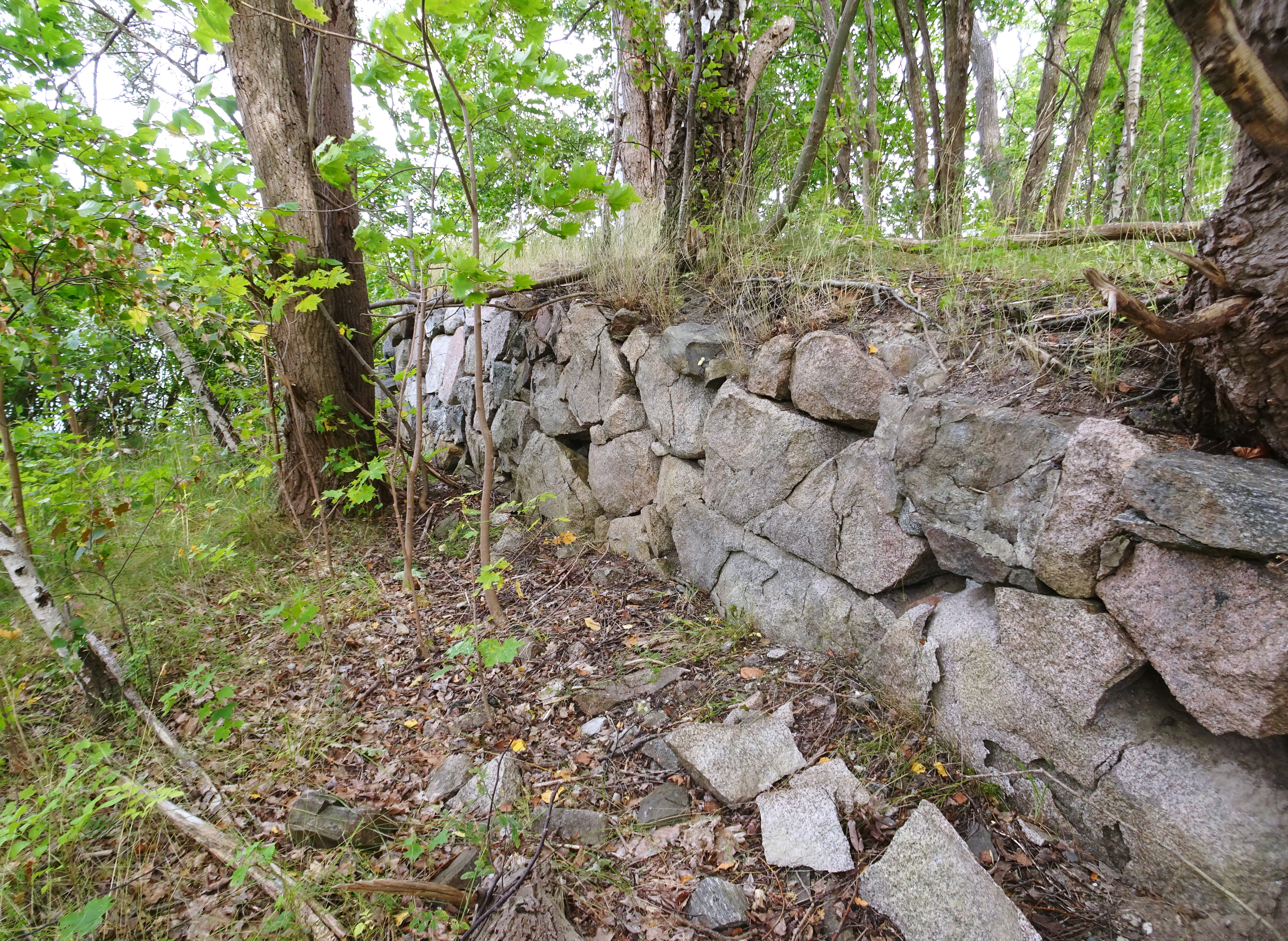
Husgrund efter Killinge gård (Katrinelund).

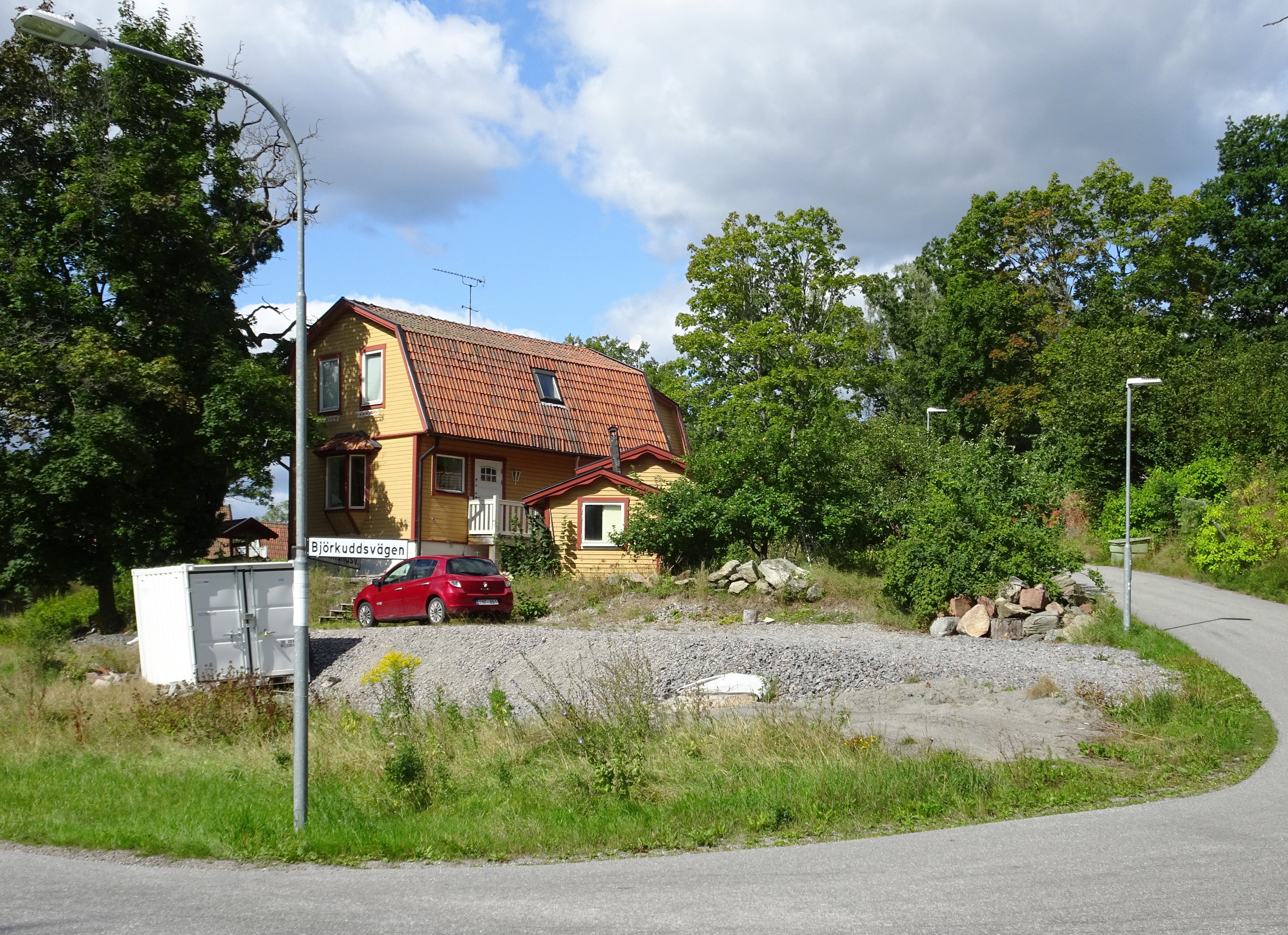
Äldre villa vid Björkuddsvägen 1.
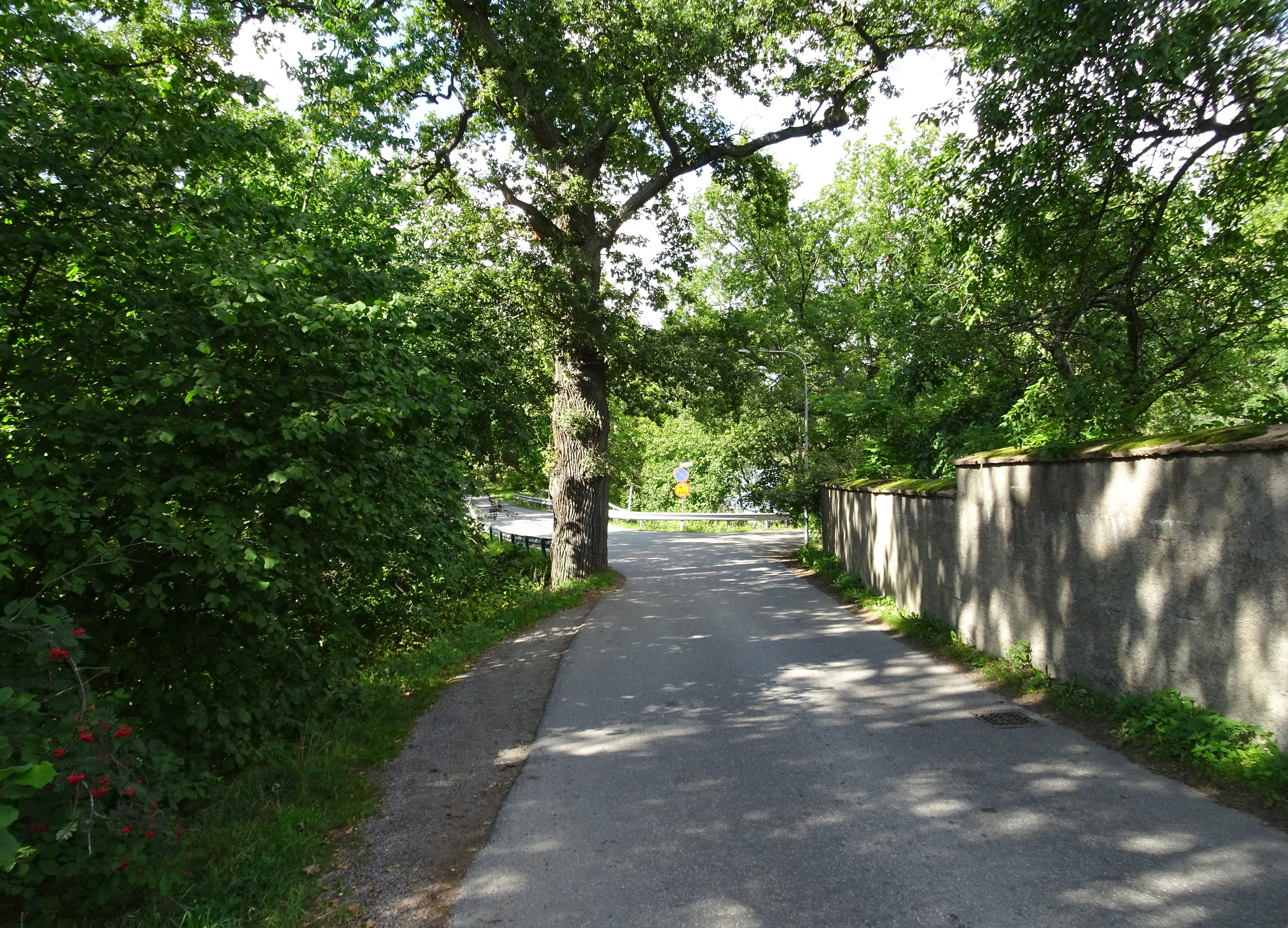
Ekholmsnäsvägen västerut vid Brotorp.
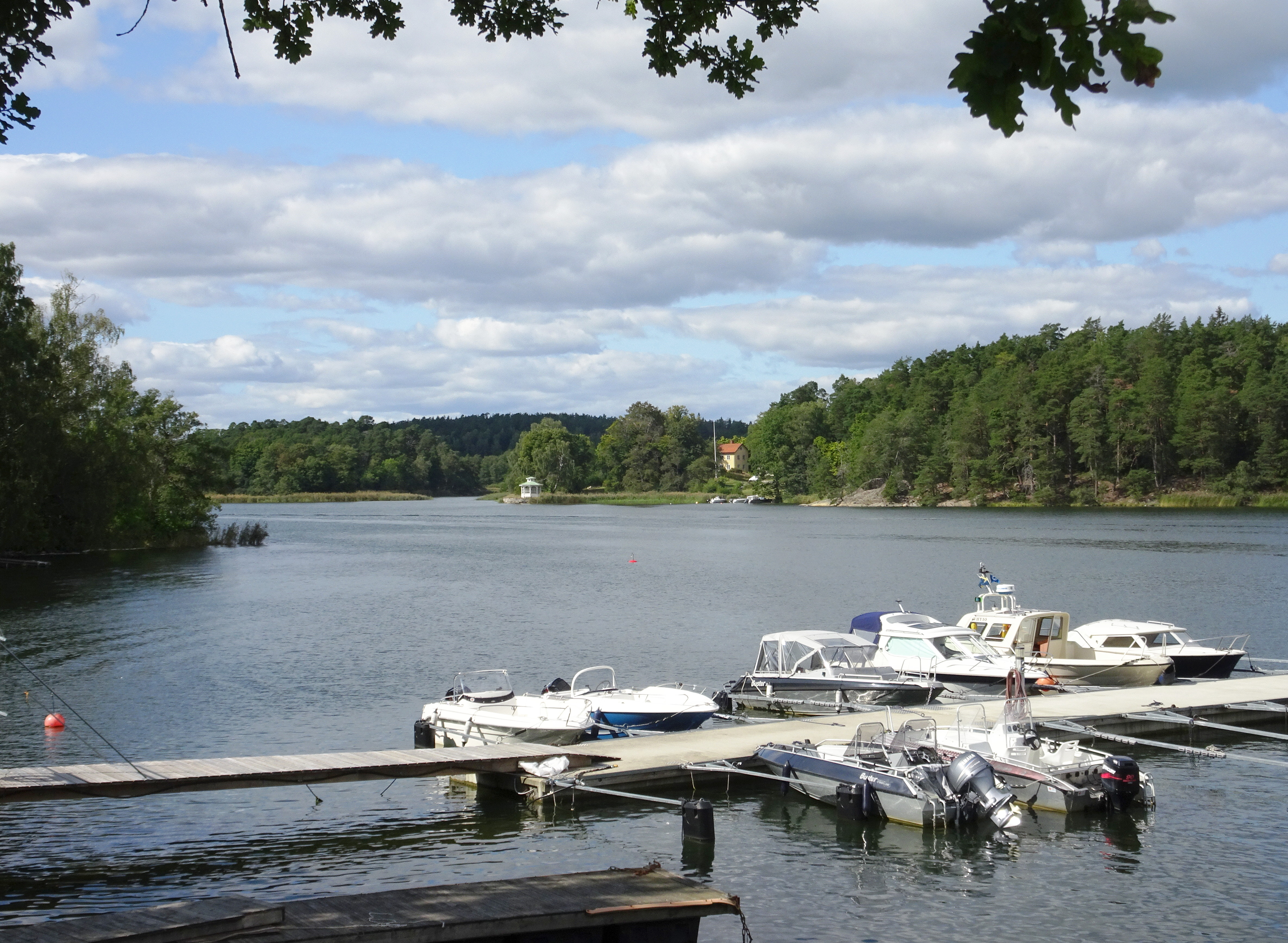
Hustegafjärden västerut från Björkudden.
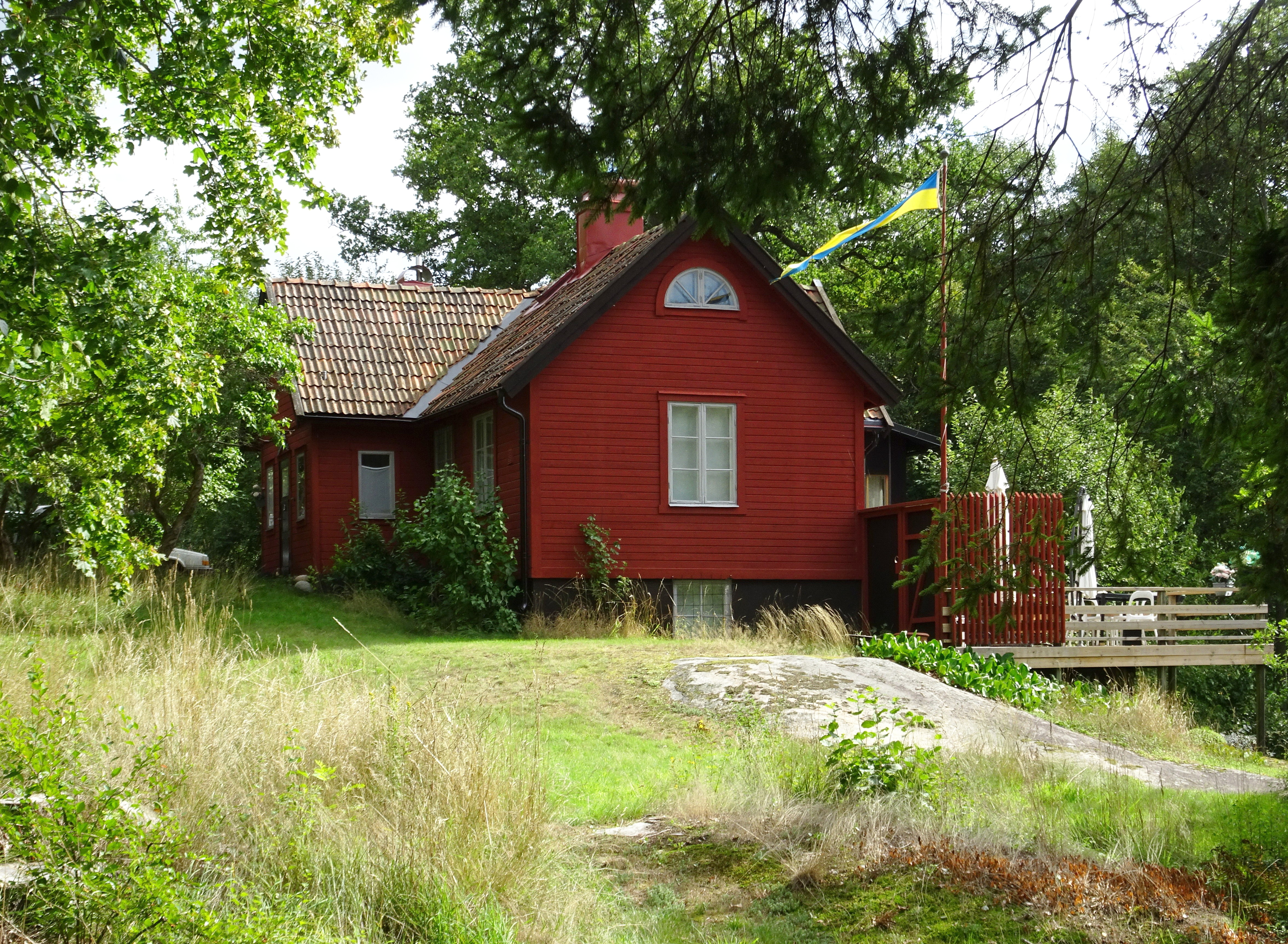
Äldre sommarhus vid Ekholmsnässjön.